# Ciclismo nos Jogos Paralímpicos de Verão de 2012 - Velocidade masculina em pista
A prova de velocidade masculina em pista do Ciclismo nos Jogos Paralímpicos de Verão de 2012 foi disputada no dia 2 de setembro no Velódromo de Londres, na capital britânica.
Apenas um evento foi disputado, para atletas da classe 'B', reservada para atletas com deficiência visual. Um atleta sem deficiência guia a bicicleta, uma bicicleta especial chamada tandem, equipada com dois assentos. Na fase de qualificação, cada uma das 7 duplas percorreu 200 metros. A dupla com o melhor tempo avança direto às semifinais. As 6 duplas restantes entraram nas quartas de final. O que se segue são confrontos eliminatórios diretos até o confronto final, que determinou o medalhista de ouro.

## Medalhistas
| Ouro   | GBR Anthony Kappes / Craig Maclean (piloto)                     |
| Prata  | GBR Neil Fachie / Barney Storey (piloto)                        |
| Bronze | ESP José Enrique Porto Lareo / José Antonio Villanueva (piloto) |

## Fase de qualificação
| Pos. | Atleta / Piloto                                          | País              | Tempo  | Notas           |
| ---- | -------------------------------------------------------- | ----------------- | ------ | --------------- |
| 1    | Anthony Kappes Piloto: Craig Maclean                     | GBR Grã-Bretanha  | 10.050 | Recorde mundial |
| 2    | Neil Fachie Piloto: Barney Storey                        | GBR Grã-Bretanha  | 10.165 |                 |
| 3    | José Enrique Porto Lareo Piloto: José Antonio Villanueva | ESP Espanha       | 10.458 |                 |
| 4    | Rinne Oost Piloto: Patrick Bos                           | NED Países Baixos | 10.535 |                 |
| 5    | Tatsuyuki Oshiro Piloto: Yasufumi Ito                    | JPN Japão         | 10.639 |                 |
| 6    | Christos Stefanakis Piloto: Konstantinos Troulinos       | GRE Grécia        | 11.121 |                 |
| 7    | Alberto Luján Nattkemper Piloto: Jonatan Ithurrart       | ARG Argentina     | 11.744 |                 |

## Fase eliminatória
|  | Quartas de final | Quartas de final                                         | Quartas de final                     |                                       |   | Semifinais                                               | Semifinais | Semifinais |                                       |                     | Final               | Final                                                    | Final |
|  |                  |                                                          |                                      |                                       |   |                                                          |            |            |                                       |                     |                     |                                                          |       |
|  |                  |                                                          |                                      |                                       |   |                                                          |            |            |                                       |                     |                     |                                                          |       |
|  |                  |                                                          |                                      |                                       |   |                                                          |            |            |                                       |                     |                     |                                                          |       |
|  |                  | 1                                                        | GBR Anthony Kappes GBR Craig Maclean | 2                                     |   |                                                          |            |            |                                       |                     |                     |                                                          |       |
|  |                  |                                                          |                                      | 2                                     |   |                                                          |            |            |                                       |                     |                     |                                                          |       |
|  |                  |                                                          | 5                                    | JPN Tatsuyuki Oshiro JPN Yasufumi Ito | 0 |                                                          |            |            |                                       |                     |                     |                                                          |       |
|  | 5                | JPN Tatsuyuki Oshiro JPN Yasufumi Ito                    | 5                                    | JPN Tatsuyuki Oshiro JPN Yasufumi Ito | 0 | 2                                                        |            |            |                                       |                     |                     |                                                          |       |
|  | 5                | JPN Tatsuyuki Oshiro JPN Yasufumi Ito                    |                                      |                                       |   | 2                                                        |            |            |                                       |                     |                     |                                                          |       |
|  | 4                | NED Rinne Oost NED Patrick Bos                           | 1                                    |                                       |   |                                                          |            |            |                                       |                     |                     |                                                          |       |
|  |                  |                                                          |                                      |                                       |   |                                                          |            |            |                                       |                     | 1                   | GBR Anthony Kappes GBR Craig Maclean                     | 2     |
|  |                  |                                                          | 2                                    | GBR Neil Fachie GBR Barney Storey     | 0 |                                                          |            |            |                                       |                     |                     |                                                          |       |
|  | 3                | ESP Jose Enrique Porto Lareo ESP José Antonio Villanueva | 2                                    |                                       |   |                                                          |            |            |                                       |                     |                     |                                                          |       |
|  | 6                | GRE Christos Stefanakis GRE Konstantinos Troulinos       | 0                                    |                                       |   |                                                          |            |            |                                       |                     |                     |                                                          |       |
|  | 6                | GRE Christos Stefanakis GRE Konstantinos Troulinos       | 0                                    |                                       | 3 | ESP José Enrique Porto Lareo ESP José Antonio Villanueva | 0          |            | Disputa pelo bronze                   | Disputa pelo bronze | Disputa pelo bronze | Disputa pelo bronze                                      |       |
|  |                  |                                                          |                                      |                                       | 3 | ESP José Enrique Porto Lareo ESP José Antonio Villanueva | 0          |            | Disputa pelo bronze                   | Disputa pelo bronze | Disputa pelo bronze | Disputa pelo bronze                                      |       |
|  |                  |                                                          | 2                                    | GBR Neil Fachie GBR Barney Storey     | 2 |                                                          |            |            |                                       |                     |                     |                                                          |       |
|  | 7                | ARG Alberto Luján Nattkemper ARG Jonatan Ithurrart       | 2                                    | GBR Neil Fachie GBR Barney Storey     | 2 | 0                                                        |            | 5          | JPN Tatsuyuki Oshiro JPN Yasufumi Ito | 0                   |                     |                                                          |       |
|  | 7                | ARG Alberto Luján Nattkemper ARG Jonatan Ithurrart       |                                      |                                       |   | 0                                                        |            | 5          | JPN Tatsuyuki Oshiro JPN Yasufumi Ito | 0                   |                     |                                                          |       |
|  | 2                | GBR Neil Fachie GBR Barney Storey                        | 2                                    |                                       |   |                                                          |            |            |                                       |                     | 3                   | ESP José Enrique Porto Lareo ESP José Antonio Villanueva | 2     |

### Quartas de final
| Atleta / Piloto                                  | 1ª corrida | 2ª corrida |
| ------------------------------------------------ | ---------- | ---------- |
| GBR Neil Fachie / Barney Storey                  | 11.659     | 12.064     |
| ARG Alberto Luján Nattkemper / Jonatan Ithurrart |            |            |

| Atleta / Piloto                                        | 1ª corrida | 2ª corrida |
| ------------------------------------------------------ | ---------- | ---------- |
| ESP José Enrique Porto Lareo / José Antonio Villanueva | 11.610     | 11.961     |
| GRE Christos Stefanakis / Konstantinos Troulinos       |            |            |

| Atleta / Piloto                     | 1ª corrida | 2ª corrida | 3ª corrida |
| ----------------------------------- | ---------- | ---------- | ---------- |
| JPN Tatsuyuki Oshiro / Yasufumi Ito | 10.935     | REL        | 11.002     |
| NED Rinne Oost / Patrick Bos        |            | 10.891     |            |

### Semifinais
| Atleta / Piloto                     | 1ª corrida | 2ª corrida |
| ----------------------------------- | ---------- | ---------- |
| GBR Anthony Kappes / Craig Maclean  | 10.817     | 11.344     |
| JPN Tatsuyuki Oshiro / Yasufumi Ito |            |            |

| Atleta / Piloto                                        | 1ª corrida | 2ª corrida |
| ------------------------------------------------------ | ---------- | ---------- |
| GBR Neil Fachie / Barney Storey                        | 11.990     | 11.332     |
| ESP José Enrique Porto Lareo / José Antonio Villanueva |            |            |

### Disputa pelo 5º lugar
| Atleta / Piloto                                  | Time   | Pos. |
| ------------------------------------------------ | ------ | ---- |
| NED Rinne Oost / Patrick Bos                     | 12.581 | 5    |
| GRE Christos Stefanakis / Konstantinos Troulinos |        | 6    |

### Disputa pelo bronze
| Atleta / Piloto                                        | 1ª corrida | 2ª corrida | Pos.              |
| ------------------------------------------------------ | ---------- | ---------- | ----------------- |
| ESP José Enrique Porto Lareo / José Antonio Villanueva | 10.822     | 10.755     | Medalha de bronze |
| JPN Tatsuyuki Oshiro / Yasufumi Ito                    | REL        |            | 4                 |

### Final
| Atleta / Piloto                    | 1ª corrida | 2ª corrida | Pos.             |
| ---------------------------------- | ---------- | ---------- | ---------------- |
| GBR Anthony Kappes / Craig Maclean | 10.473     | 10.714     | Medalha de ouro  |
| GBR Neil Fachie / Barney Storey    |            |            | Medalha de prata |

## Classificação final
| Pos.   | Atleta / Piloto                                        |
| ------ | ------------------------------------------------------ |
| Ouro   | GBR Anthony Kappes / Craig Maclean                     |
| Prata  | GBR Neil Fachie / Barney Storey                        |
| Bronze | ESP José Enrique Porto Lareo / José Antonio Villanueva |
| 4      | JPN Tatsuyuki Oshiro / Yasufumi Ito                    |
| 5      | NED Rinne Oost / Patrick Bos                           |
| 6      | GRE Christos Stefanakis / Konstantinos Troulinos       |
| 7      | ARG Alberto Lujan Nattkemper / Jonatan Ithurrart       |

Legenda
| Recorde mundial      | Recorde mundial (World record)               |                       | Recorde africano                      | Recorde africano (African) |                                           | Q | Classificado por posição (Qualified) |
| Recorde paralímpico  | Recorde paralímpico (Paralympic record)      | Recorde da América    | Recorde da América (Americas)         | q                          | Classificado por melhor tempo (Qualified) |   |                                      |
| Melhor marca do ano  | Melhor marca do ano (World leading)          | Recorde asiático      | Recorde asiático (Asian)              | DNS                        | Não largou (Did not start)                |   |                                      |
| Recorde nacional     | Recorde nacional (National record)           | Recorde europeu       | Recorde europeu (European)            | DNF                        | Não terminou (Did not finish)             |   |                                      |
| Recorde pessoal      | Recorde pessoal do atleta (Personal best)    | Recorde da Oceania    | Recorde da Oceania (Oceania)          | DSQ / DQ                   | Desclassificado (Disqualified)            |   |                                      |
| Recorde da temporada | Recorde da temporada do atleta (Season best) | Recorde sul-americano | Recorde sul-americano (South America) | NM                         | Sem marca (No mark)                       |   |                                      |